# Masbah Ahmmed
Masbah Ahmmed (* 11. März 1995 in Bagerhat Sadar) ist ein Sprinter aus Bangladesch.

## Sportliche Laufbahn
Erste internationale Erfahrungen sammelte Masbah Ahmmed im Jahr 2009, als er bei den Jugend-Asienspielen in Singapur im 100-Meter-Lauf mit 11,76 s in der ersten Runde ausschied. 2012 nahm er dann an den Hallenweltmeisterschaften in Istanbul im 60-Meter-Lauf teil und schied dort mit Landesrekord von 7,04 s in der ersten Runde aus. Anschließend startete er bei den Juniorenasienmeisterschaften in Colombo und schied dort mit 11,09 s über 100 Meter im Vorlauf aus und belegte im Dreisprung mit einer Weite von 14,71 m den siebten Platz. Im Jahr darauf scheiterte er bei den Asienmeisterschaften in Pune über 100 Meter mit 10,99 s in der Vorrunde und durfte anschließend bei dank einer Wildcard bei den Weltmeisterschaften in Moskau an den Start gehen, schied aber dort mit 11,23 s in der Vorqualifikationsrunde. 2014 nahm er erstmals an den Commonwealth Games im schottischen Glasgow teil und schied dort über 100 Meter mit 11,13 s in der ersten Runde aus, während er im 200-Meter-Lauf disqualifiziert wurde. 2015 schied er dann bei den Asienmeisterschaften in Wuhan mit 11,19 s und 22,80 s über 100 und 200 Meter jeweils in der Vorrunde aus und scheiterte anschließend bei den Weltmeisterschaften in Peking über 100 Meter mit 11,13 s in der Vorausscheidung aus. 2016 belegte er bei den Südasienspielen in Guwahati in 10,82 s den vierten Platz und nahm anschließend dank einer Wildcard an den Olympischen Spielen in Rio de Janeiro teil, scheiterte dort aber mit 11,34 s in der Vorausscheidung aus.
2017 schied er bei den Asienmeisterschaften in Bhubaneswar mit 10,88 s in der ersten Runde aus und verfehlte auch mit der 4-mal-100-Meter-Staffel mit 42,64 s den Finaleinzug. Daraufhin startete er über 100 Meter bei den Weltmeisterschaften in London, bei denen er mit 11,08 s in der Vorausscheidung ausschied. Im Jahr darauf nahm er erneut an den Commonwealth Games im australischen Gold Coast teil, schied dort aber mit 10,96 s in der ersten Runde über 100 Meter aus.
Im Jahr 2015 wurde Ahmmed bangladeschischer Meister im 100-Meter-Lauf.

## Persönliche Bestleistungen
- 100 Meter: 10,75 s, 24. April 2013 in Dhaka
  - 60 Meter (Halle): 7,04 s, 9. März 2012 in Istanbul (Landesrekord)
- 200 Meter: 22,80 s (−2,2 m/s), 6. Juni 2015 in Wuhan